# Otto Strandman
Otto August Strandman (ur. 30 listopada 1875 w Vandu, zm. 5 lutego 1941 w Kadrinie) – estoński prawnik, polityk socjaldemokratyczny, premier i naczelnik państwa, dyplomata.

## Życiorys
Po ukończeniu gimnazjum w Tallinnie i Petersburgu pracował w estońskim oddziale Rosyjskiego Banku Państwowego. W 1899 podjął studia prawnicze w Petersburgu, które ukończył w Dorpacie cztery lata później. Pracował jako adwokat w Narwie i Dorpacie.
Angażował się w działalność polityczną, był związany z ruchem socjalistycznym skupionym wokół przyszłego prezydenta Konstantina Pätsa, współredagował lewicową gazetę „Teataja”.
W 1904 wybrano go z listy socjaldemokratycznej do dumy miejskiej Tallinna. Po wypadkach 1905 przebywał w Szwajcarii, do Rosji powrócił cztery lata później.
W 1918 objął kierownictwo resortów sprawiedliwości i rolnictwa w tymczasowym rządzie Estonii, później został jej premierem od 8 maja do 18 listopada 1919. Był deputowanym do konstytuanty estońskiej, posłował do wszystkich pięciu kadencji Riigikogu.
W 1920 przyczynił się do wygranej estońskiej Partii Pracy w wyborach, w wyniku czego został przewodniczącym parlamentu („riigivanem”).
Od 9 lipca 1929 do 12 lutego 1931 pełnił obowiązki głowy państwa.
Zaangażowany w działalność dyplomatyczną: w latach 1927–1929 był ambasadorem w Polsce, Czechosłowacji i Rumunii, a w 1933–1939 we Francji, Belgii i Watykanie.
Został odznaczony m.in. estońskim Krzyżem Wolności I klasy (1920) oraz Orderem Krzyża Orła I klasy (1930). W 1930 Uniwersytet Warszawski przyznał mu tytuł doktora honoris causa.
Zginął 5 lutego 1941 śmiercią samobójczą podczas aresztowania przez oficerów NKWD.